# 英國駐日本大使館
英國駐日大使館（英語：British Embassy Tokyo），是英國在日本設置的外交代表機構，位於東京都千代田區半藏門，院區佔地約35,000平方公尺，位居皇居側旁的精華地帶。從1905年起開始派遣的英國駐日大使是該館位階最高的外交人員。

## 任務
英國大使館負責發展、維持英日兩國長久以來的雙邊關係、協助兩國在政治、經濟及防衛等領域的互動、並加強商務與文化的交流。具體業務範圍包括辦理赴英日本國民的簽證申請、給予1萬6千名在日英國公民外交保護、緊急協助、護照更新等服務，也為每年為數15萬人的英國赴日遊客提供諮詢。另設有英國駐大阪總領事館（館址為中央區博勞町3-5-1），協助東京的大使館辦理部份業務。

## 歷史

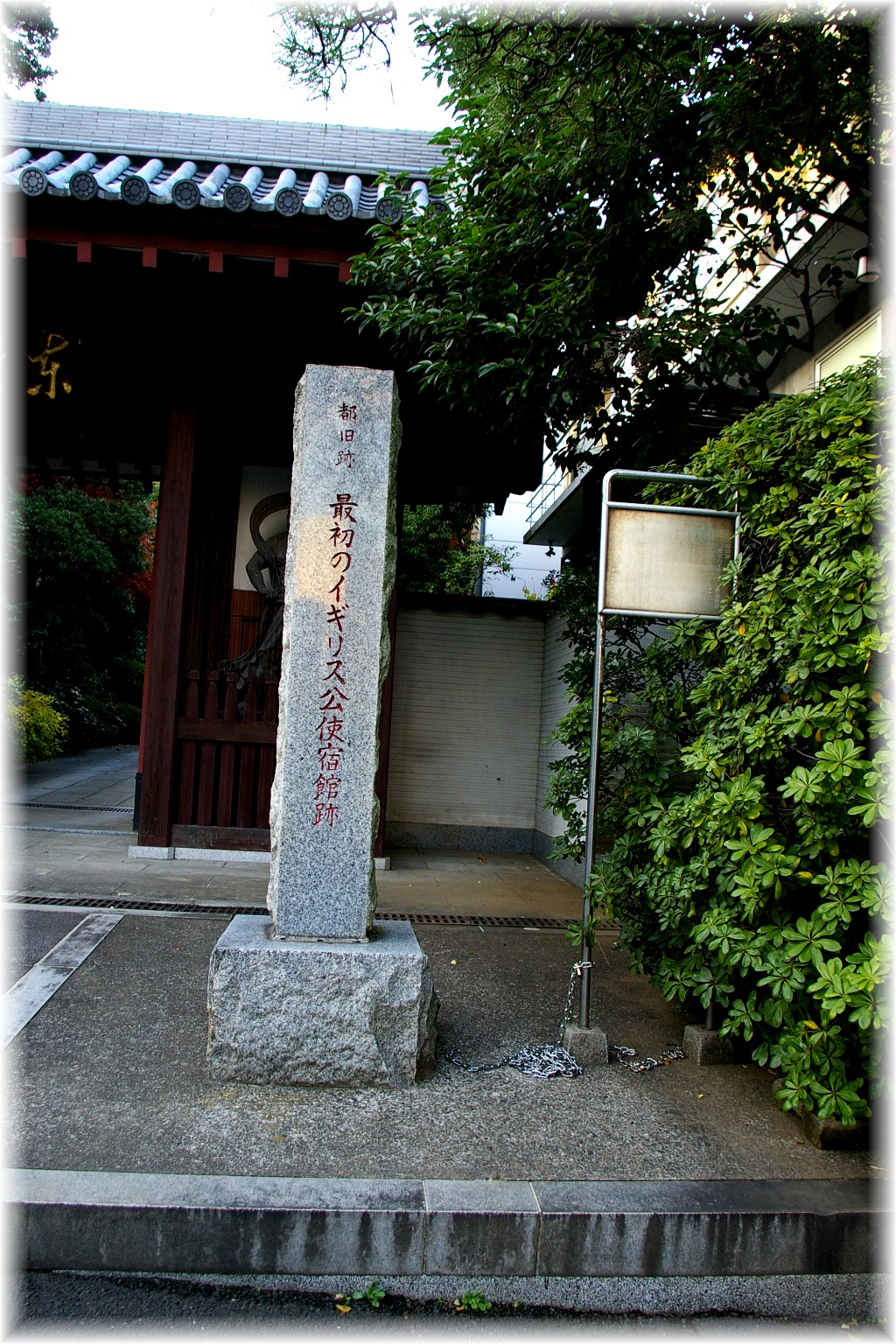
高輪東禪寺「最初的英國公使館跡」石碑

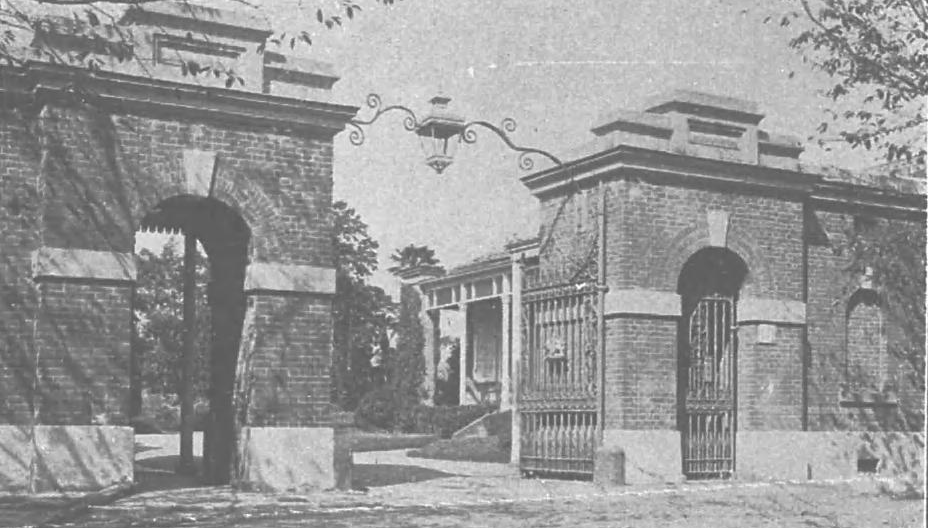
湯馬士·華達士設計的紅磚使館，1912年

英國在日本最早的代表處，是隨著1859年7月6日、首屆公使阿禮國上任而在高輪東禪寺開張的英國總領事館。接下來阿禮國升任公使，領事館也改為公使館的規格。但在1861年與1862年時兩度發生了襲擊英籍館員的「東禪寺事件」，而遷移到橫濱去。之後江戶幕府指定品川的御殿山作為公使館的新址並展開工程，但還未能完工，身為倒幕派人士的高杉晉作就於1863年1月31日率人到新館工地縱火，而再也無法投入使用。1866年，時任駐日公使的巴夏禮以公使館橫濱館區不便為由，將辦公地點遷到了江戶泉岳寺的臨時代表處。
明治維新之後，產生了許多曾經屬於大名的閒置房屋和宅第，巴夏禮因此於1869年1月把公使館辦事處移到三田、上野、沼田藩的下屋敷內去，同時也為了替公使館購置永久性用地而在江戶城物色了數個地點，最後於1872年5月購下了所需的用地。1905年由公使館升格的英國大使館，館址也設在當時購得的用地上。
一番町的公使館館舍，由曾因建造銀座西式磚瓦街而聞名的英國建築師湯馬士·華達士設計，以紅磚砌成，1874年竣工。然而第一代館舍卻在1923年的關東大地震中被徹底震壞。目前的大使館館舍是於1929年落成、英國工務部設計的。
太平洋戰爭爆發後，英國駐日大使館因為英日兩國外交的中斷而關閉數年。戰後，同盟國進佔日本，大使館址一度成為英國皇家海軍的陸上設施，並按照皇家海軍的命名慣例而稱作「返航號」（HMS Return）。1946年6月，英國在東京設立「英國駐日聯絡處」（British Liaison Mission in Tokyo）以在盟軍佔領狀態下的日本執行英國駐外機構的職能，直到1952年4月的舊金山和約簽訂後，英國大使館才重新掛牌。

## 大使、公使以外的著名職員
括號內為任職於英國駐日大使館／公使館期間的職務。
- 俄理范（英语：Laurence Oliphant (author)）（一等秘書）：旅行家、神秘主義者。曾於太平天國時期赴華。
- 尼爾（英语：Edward St. John Neale）（代理公使）：英國陸軍中校、外交官。任內經歷生麥事件、薩英戰爭。
- 亞歷山大·馮·西博爾德（英语：Alexander von Siebold）（通譯）：德國人，後為明治政府的外籍雇員。
- 薩道義（通譯）：日本學學者。
- 威廉·威利斯（英语：William Willis (physician)）（公使館醫師、江戶領事）
- 阿尔杰农·米特福德（二等秘書）
- 威廉·喬治·阿斯頓（英语：William George Aston）（通譯）：領事、日本學學者。
- 約翰·哈林頓·歌賓斯（英语：John Harington Gubbins）（通譯）：領事、日本學學者。
- 龍福（英语：Joseph Henry Longford）（通譯）：領事、日本學學者、英國駐安平領事。
- 喬治·貝利·桑塞姆（英语：George Bailey Sansom）（商務參贊）：日本學學者。
- 法蘭西斯·皮葛（日语：フランシス・ピゴット）（陸軍武官）：英國陸軍少將，著名知日派人士。
- 威金生（通譯、領事裁判官）
- 柏聖文（二等經濟秘書、一等秘書）：英國駐港澳總領事
- 何進（三等秘書、二等情報秘書）：英國駐華大使館公使、港澳總領事

## 交通資訊
英國大使館館址為東京都千代田區一番町1號，位於皇居西側護城河「半藏濠」對面的內堀通上。距離最近的鐵路車站是東京地下鐵半藏門站，使館大門位於該站以東徒步5分鐘的路程內。

### 書目
- ，萩原延壽（日语：萩原延壽）著，朝日新聞社，2008年。ISBN 978-4022615510
- ，休·科塔兹（英语：Hugh Cortazzi）著，文眞堂，2007年。ISBN 978-4830945878

## 外部連結
- （英文）英國駐日大使館 （页面存档备份，存于）